# Internationale Vereniging van Kunstcritici
De Internationale Vereniging van Kunstcritici (AICA, Association Internationale des Critiques d’Art) is een vereniging die zich tot doel stelt professionele kunstkritiek wereldwijd te bevorderen.
AICA werd in 1948/49 opgericht en in 1951 door de UNESCO officieel erkend als niet-gouvernementele organisatie. Aanvankelijk stond de vereniging onder het beschermheerschap van de UNESCO.
De hoofdvestiging van AICA staat in Parijs; wereldwijd zijn er meer dan zeventig onderafdelingen, waaronder in België en Nederland. In het totaal zijn er meer dan vierduizend kunstcritici aangesloten. De voorzitter is sinds 2008 Yacouba Konaté uit Ivoorkust.